# USS Henry W. Tucker (DE-377)
USS Henry W. Tucker (DE-377) – amerykański niszczyciel eskortowy typu John C. Butler. Nigdy nie ukończony.
Jego patronem był Pharmacist's Mate Third Class Henry W. Tucker (1919-1942) odznaczony Krzyżem Marynarki Wojennej.
Okręt został przydzielony do budowy stoczni Consolidated Steel Corporation w Orange w czasie II wojny światowej. Kontrakt na budowę został anulowany 6 czerwca 1944.
Nazwa „Henry W. Tucker” została następnie przydzielona niszczycielowi USS „Henry W. Tucker” (DD-875).